# Kanton Rochechouart
Der Kanton Rochechouart ist seit 1790 ein französischer Wahlkreis im Arrondissement Rochechouart, im Département Haute-Vienne und in der Region Nouvelle-Aquitaine; sein Hauptort ist Rochechouart.

## Gemeinden
Der Kanton besteht aus 22 Gemeinden mit insgesamt 17.060 Einwohnern (Stand: 1. Januar 2022) auf einer Gesamtfläche von 597,21 km²:
| Gemeinde                 | Einwohner 1. Januar 2022 | Fläche km² | Dichte Einw./km² | Code INSEE | Postleitzahl |
| ------------------------ | ------------------------ | ---------- | ---------------- | ---------- | ------------ |
| Champagnac-la-Rivière    | 591                      | 24,46      | 24               | 87034      | 87150        |
| Champsac                 | 688                      | 23,94      | 29               | 87036      | 87230        |
| Chéronnac                | 315                      | 18,90      | 17               | 87044      | 87600        |
| Cognac-la-Forêt          | 1.199                    | 31,56      | 38               | 87046      | 87310        |
| Cussac                   | 1.148                    | 31,70      | 36               | 87054      | 87150        |
| Dournazac                | 669                      | 35,97      | 19               | 87060      | 87230        |
| Gorre                    | 388                      | 16,17      | 24               | 87073      | 87310        |
| La Chapelle-Montbrandeix | 264                      | 19,83      | 13               | 87037      | 87440        |
| Les Salles-Lavauguyon    | 157                      | 12,32      | 13               | 87189      | 87440        |
| Maisonnais-sur-Tardoire  | 376                      | 31,89      | 12               | 87091      | 87440        |
| Marval                   | 481                      | 38,50      | 12               | 87092      | 87440        |
| Oradour-sur-Vayres       | 1.602                    | 39,09      | 41               | 87111      | 87150        |
| Pensol                   | 179                      | 15,04      | 12               | 87115      | 87440        |
| Rochechouart             | 3.637                    | 53,88      | 68               | 87126      | 87600        |
| Saint-Auvent             | 969                      | 33,46      | 29               | 87135      | 87310        |
| Saint-Bazile             | 143                      | 8,58       | 17               | 87137      | 87150        |
| Saint-Cyr                | 676                      | 21,30      | 32               | 87141      | 87310        |
| Saint-Laurent-sur-Gorre  | 1.391                    | 39,92      | 35               | 87158      | 87310        |
| Saint-Mathieu            | 1.069                    | 40,39      | 26               | 87168      | 87440        |
| Sainte-Marie-de-Vaux     | 206                      | 5,55       | 37               | 87162      | 87420        |
| Vayres                   | 708                      | 38,13      | 19               | 87199      | 87600        |
| Videix                   | 204                      | 16,63      | 12               | 87204      | 87600        |
| Kanton Rochechouart      | 17.060                   | 597,21     | 29               | 8718       | –            |

Der Kanton bestand bis 2015 aus den sechs Gemeinden Chéronnac, Rochechouart (Hauptort), Les Salles-Lavauguyon, Saint-Cyr, Vayres und Videix und hatte eine Fläche von 139,86 km². Er besaß vor 2015 den INSEE-Code 8722.